# Petr & the Wulf
Albums de Jay Munly and The Lupercalians
Munly & the Lee Lewis Harlots
(2004)
Petr & the Wulf est le sixième album de Jay Munly réalisé en collaboration avec The Lupercalians et sorti en France le 20 septembre 2010. Il est basé sur l'histoire de Pierre et le Loup.

## Titres de l'album
1. Scarewulf - 5 min 02 s
2. Petr - 4 min 37 s
3. Grandfater - 5 min 38 s
4. Bird - 5 min 05 s
5. Cat - 6 min 33 s
6. Duk - 4 min 18 s
7. Three Wise Hunters - 8 min 18 s
8. Wulf - 8 min 11 s